# Pîșceace, Colomeea
Pîșceace (în ucraineană Пищаче) este un sat în comuna Djurkiv din raionul Colomeea, regiunea Ivano-Frankivsk, Ucraina.

## Demografie
Componența lingvistică a localității Pîșceace
     Ucraineană (98,64%)
     Alte limbi (0,9%)
Conform recensământului din 2001, majoritatea populației localității Pîșceace era vorbitoare de ucraineană (98,64%), existând în minoritate și vorbitori de alte limbi.